# Johann Michael von Söltl
Johann Michael von Söltl (även Soeltl), född 19 april 1797 i Neunburg i Oberpfalz, död 14 april 1888 i München, var en tysk historiker och arkivarie.
Soeltl blev 1849 professor i historia vid Münchens universitet och 1868 geheimestatsarkivarie. Han skrev en mängd historiska arbeten, av vilka kan nämnas Geschichte der Deutschen (fyra band, 1835–36), Max II, König von Bayern (andra upplagan 1867) och Das deutsche Volk und Reich in seiner fortschreitenden Entwickelung (tre band, 1878). Han utgav även en estetik samt episka och dramatiska dikter.